# Пиола, Сильвио
Си́львио Пио́ла (итал. Silvio Piola; 29 сентября 1913 года, Роббьо — 4 октября 1996 года, Гаттинара) — итальянский футболист, выступавший с 1929 по 1954 год. Чемпион мира 1938 года, лучший бомбардир в истории Серии А (274 гола). Несмотря на всего 34 матча, сыгранные за сборную Италии, Пиола является с 30 мячами третьим бомбардиром в её истории после Луиджи Ривы (35) и Джузеппе Меаццы (33).

## Биография
Карьера Пиолы началась в клубе «Про Верчелли», тогда как дебют в высшей лиге итальянского футбола состоялся 16 февраля 1930 года в матче против «Болоньи». В том чемпионате форвард забил 13 голов, несмотря на то, что ему даже не исполнилось восемнадцати. В сезоне 1933/1934 Пиола, играя в составе «Про Верчелли», забил шесть голов в матче против «Фиорентины», который закончился со счётом 7:2.
В 1934 году Пиола перешёл в «Лацио» и, выступая за столичный клуб, дважды становился лучшим бомбардиром лиги: в 1937 и 1943 годах. Следующей вехой в биографии Пиолы стал «Торино». Здесь он установил свой рекорд по количеству забитых за сезон голов, отличившись в 23 матчах 27 раз. По окончании войны Пиола присоединился к «Новаре», а до этого провёл два года в другом клубе из Турина — «Ювентусе».
Свой дебютный матч за национальную команду Сильвио Пиола провёл 24 марта 1935 года против Австрии. Тогда же он отметился и первым голом за сборную. В финальном матче Кубка мира 1938 против Венгрии нападающий отметился дублем, доведя свой бомбардирский счёт до 5 голов, став третьим по этому показателю на турнире. Всего Пиола забил 30 мячей в 34 играх за сборную Италии. Последний матч за национальную сборную 38-летний Пиола сыграл во Флоренции 18 мая 1952 года против Англии (1:1).
Сильвио Пиола умер в Гаттинаре в 1996 году.
За свою карьеру он сыграл 537 игр в Серии А.

## Достижения

### Командные
- Победитель Серии В: 1947/48
- Чемпион мира: 1938
- Победитель Кубка Центральной Европы: 1933/35

### Личные
- Лучший бомбардир чемпионата Италии (2): 1936/37, 1942/43
- Лучший бомбардир в истории Серии А (274 гола)
- Член итальянского элитарного «клуба 300» (1 место, 364 мяча)
- Введён в Зал славы итальянского футбола
- Рекордсмен чемпионата Италии по количеству голов в одном матче: 6 голов[2]